# Colostygia obscura
Colostygia obscura är en fjärilsart som beskrevs av Edward Alfred Cockayne 1953. Colostygia obscura ingår i släktet Colostygia och familjen mätare. Inga underarter finns listade i Catalogue of Life.